# كليفورد نغوبوني
كليفورد نغوبوني (بالإنجليزية: Clifford Ngobeni)‏ (27 يونيو 1987 بسويتو في جنوب أفريقيا - ) هو لاعب كرة قدم جنوب أفريقي في مركز الوسط. لعب مع أورلاندو بيراتس وأياكس كيب تاون ونادي مبومالانجا بلاك أسأت ولمونتفيل غولدن أروز ‏.

## روابط خارجية
- كليفورد نغوبوني على موقع قاعدة بيانات كرة القدم.إي يو (الإنجليزية)
- كليفورد نغوبوني على موقع ناشيونال فوتبول تيمز (الإنجليزية)